# Ластомерці
Ластомерці (словен. Lastomerci) — поселення в общині Горня Радгона, Помурський регіон, Словенія. Висота над рівнем моря: 264,8 м.